# Syzygium zimmermannii
Syzygium zimmermannii là một loài thực vật có hoa trong Họ Đào kim nương. Loài này được (Warb. ex Craib) Merr. & L.M.Perry miêu tả khoa học đầu tiên năm 1938.